# Александровський район (Ростовська область)
Александровський район — адміністративно-територіальна одиниця Азово-Чорноморського краю й Ростовської області, що існувала в РРФСР у 1935—1962 роках. 

## Історія
Александровський район було утворено у 1935 році в результаті поділу Азовського району Азово-Чорноморського краю на: Азовський, Александровський йСамарський райони. 
13 вересня 1937 року він увійшов до складу Ростовської області. 
У квітні 1962 року Александровський район було скасовано та його територія увійшла до Азовського району Ростовської області.